# Aurea z Ostii
Aurea, męczennica z Ostii – rzymska matrona z III w., męczennica chrześcijańska i święta katolicka.

## Życiorys
Śmierć męczeńską przez ścięcie poniosła w czasach krwawych prześladowań chrześcijan za rządów Gallusa (251-253).
Według pasji Passio s. Aureae, uważanej za legendę, jej ciało miał pochować św. Nonnus (wspominany gdzieniegdzie 5 września lub 24 sierpnia). Według innej legendy, po torturach, ciało Aurei z młyńskim kamieniem u szyi, zostało wrzucone do morza.
Jeszcze w III w. wokół grobu świętej wybudowano kościół jej imienia (przebudowany w XV w., dzis. wł. Basilica di Sant'Aurea).
Jej wspomnienie liturgiczne obchodzone jest w Kościele katolickim 5 września. Według Martyrologium Hieronymianum wspomnienie obchodzono 20 maja w rejonach Ostii i 22 sierpnia w Porta Romano.